# Vallabhipur
Vallabhipur (alternativt Vallabhi eller Vala) är en stad vid Cambaybukten på Kathiawarhalvön i nuvarande indiska delstaten Gujarat. Den tillhör distriktet Bhavnagar och hade 15 852 invånare vid folkräkningen 2011.
Vallabhi anses ha grundats av Senapati Bhatarka omkring 470 som huvudstad för Maitrakadynastin från 400-talet till 700-talet.[källa behövs]